# Дубінін Микола Миколайович
Микола Миколайович Дубінін (5 березня 1928 р, село Зеленівка, Далекосхідний край — 30 січня 2008 р) — радянський педагог-новатор, методист, Народний учитель СРСР, Заслужений учитель школи УРСР.

## Біографія
Народився 5 березня 1928 року в селі Зеленівка Спаського району Приморського краю в родині військовослужбовця. Закінчив середню школу в Лесозаводску.
В 1949 закінчив Владивостоцький державний педагогічний інститут. Під час навчання був сталінським стипендіатом, потім працював вчителем фізики у школах № 17 та № 75 міста Владивостока. У 1956—1961 — старший викладач кафедри загальної фізики ДВГУ.
У 1961—1989 — директор і одночасно вчитель фізики школи-інтернату № 2 Владивостока. До якої з 1961 р. по 2013 р. було випущено 155 золотих і срібних медалістів. У 2002 році школі-інтернату присвоєно ім'я М. Н. Дубініна.
Всеросійську популярність отримав завдяки методу навчання школярів стоячи. Ідея була запропонована лікарем-терапевтом В. В. Сигаловим. І хоча пропозицію було відхилено Міністерством охорони здоров'я СРСР, Н. Н. Дубінін прийняв ідею лікаря і став готуватися до експерименту. 1 вересня 1986 1-й клас приступив до занять за новою методикою. З виступу директора по центральному телебаченню вся країна дізналася про проведений експеримент.
В останні роки життя очолював громадську приймальню губернатора Приморського краю.
Дружина Дубініна Недія Євстафіївна вчитель математики, прожили разом 59 років.
Сини Олександр та Володимир (професор, доктор математичних наук)

## Вибрані праці[1]
- Дубинин Н. Н. {{{Заголовок}}}. — 1000 прим. — ISBN 5-7444-0708-1.
- Дубинин Н. Н., Галаницкий А. А. {{{Заголовок}}}. — 10 000 прим.

## Нагороди та визнання
- Орден Леніна
- Медаль К. Д. Ушинського
- Медаль «За трудову доблесть»
- Народний учитель СРСР (1982)
- Заслужений вчитель школи УРСР
- Почесний громадянин міста Владивостока (з 1980 року).